# 33394 Nathaniellee
33394 Nathaniellee è un asteroide della fascia principale. Scoperto nel 1999, presenta un'orbita caratterizzata da un semiasse maggiore pari a 2,3777523 UA e da un'eccentricità di 0,1819865, inclinata di 3,21328° rispetto all'eclittica.